# Стоянкин, Евгений Фёдорович
Евгений Фёдорович Стоянкин (13 июля 1937, Челябинская область — 22 июля 2024) — советский и российским рабочий-металлург, газовщик Магнитогорского металлургического комбината. Герой Социалистического Труда (1982).

## Биография
Родился 13 июля 1937 года в городе Магнитогорске Челябинской области в крестьянской семье.
Окончил 7 классов и в 1956 году — Магнитогорский индустриальный техникум по специальности «доменщик», но на производство сразу не попал.
В июне 1956 года был призван в Советскую Армию и направлен на целину. Работал в Варненском районе Челябинской области. Только через несколько месяцев, в ноябре, был направлен в танковую учебную часть в город Нижний Тагил, получил звание младшего сержанта. После демобилизации вернулся домой.
В 1959 году пришёл работать на Магнитогорский металлургический комбинат. Был горновым доменной печи, ковшевым, старшим ковшевым, диспетчером доменного цеха, подручным газовщика, газовщиком. Работал на разных печах. Учился на вечернем отделении Магнитогорского горно-металлургического института, но окончил только три курса. С 1974 года, почти 20 лет, работал мастером на четвёртой печи. Активно участвовал во внедрении в доменном цехе графиков выпуска чугуна и шлака с увеличением их числа до 10—12 раз в сутки по мере повышения выплавки чугуна в доменных печах.
Указом Президиума Верховного Совета СССР от 28 января 1982 года за выдающиеся производственные достижения, успешное выполнение социалистических обязательств десятой пятилетки и 1981 года по выпуску продукции, улучшению её качества, повышению производительности труда и проявленную трудовую доблесть Стоянкину Евгению Фёдоровичу присвоено звание Героя Социалистического Труда с вручением ордена Ленина и золотой медали «Серп и Молот».
Е. В. Стоянкин проработал в доменном цехе более 30 лет, до 1993 года. Ас доменного производства долгие годы был редактором цеховой газеты «Доменщик», как наставник, подготовил немало учеников. В 1982 году избирался депутатом областного Совета депутатов трудящихся.
С 1994 года трудился в агломерационной лаборатории, на контрольном участке доменного отделения. В мае 2006 года ушёл на заслуженный отдых в возрасте 69 лет. В течение многих лет Евгений Стоянкин являлся корреспондентом газеты Магнитогорский металл.
Жил в городе Магнитогорске. Почётный гражданин города Магнитогорска (2002).
Скончался 22 июля 2024 года. Похоронен на Южном кладбище Магнитогорска.
Награждён орденами Ленина, Трудового Красного Знамени, медалями.